# Fort Portal
Fort Portal é uma cidade localizada na região Oeste de Uganda. É a principal cidade do distrito de Kabarole e do Reino de Toro. Está a aproximadamente 320 quilômetros de Kampala, a capital e maior cidade do país.

## População
De acordo com o censo de 2002, a cidade tinha 41 000 habitantes. Em 2011, a população estimada era de 47 100 habitantes.  Em agosto de 2014, o censo populacional nacional indicou que a população era de 54 275 habitantes.